# Complejo deportivo La Fuensanta
La Fuensanta es un estadio municipal de la ciudad de Cuenca, España donde juega sus partidos la Unión Balompédica Conquense. 

## Historia
Fue construida sobre unos terrenos cedidos por Federico Muelas al Ayuntamiento para uso deportivo. En los años 90 La Fuensanta comienza a quedarse antigua. Con el ascenso del Conquense a Segunda B la instalación deja de cumplir las necesidades del club y comienza a barajarse la posibilidad de construir un campo nuevo o de rehabilitar la existente Fuensanta. El entonces presidente Ángel Pérez, diseña una maqueta de un posible proyecto de reforma que consiste en girar el campo y dotar de mejores servicios a la actual instalación. El Plan de Instalaciones Deportivas 2006-2010 de la Junta de Comunidades de Castilla - La Mancha abrió un abanico de posibilidades en el proyecto de remodelar la Fuensanta, de tal modo que tras muchos cambios de rumbo el Ayuntamiento y el Consorcio de Instalaciones Deportivas firmaron el acuerdo por el que se remodelaría "La Fuensanta". A finales del año 2011 comienzan las obras del nuevo estadio. El nuevo estadio se inauguró el verano siguiente (agosto de 2012) frente al Real Madrid Castilla.
El 24 de junio de 2018 el estadio albergo la final de Copa del Rey juvenil enfrentando al Real Madrid Club de Fútbol y el Club Atlético de Madrid. El Atlético de Madrid ganó el partido 1-3 consagrándose así campeón del título.
En la actualidad está construido en un 90%. Las obras se encuentras paradas por posturas contrapuestas del Ayuntamiento de la Ciudad y de la Diputación Provincial.

## Anexo
Como instalaciones anexas cuenta con un polideportivo construido en 2007 por la donación capital de la familia Yufera Recuenco sobre un antiguo campo de tierra. También se han construido este mismo año un campo de fútbol 7 de hierba artificial en lo que antes era una pista de tenis, un campo de fútbol sala y una piscina. Estas instalaciones están preparadas para ser usadas por la Universidad que se encuentra a escasos metros del estadio.